# Thomas Padiyath
Thomas Padiyath (ur. 14 stycznia 1969 w Ettumanoor) – indyjski duchowny syromalabarski, biskup pomocniczy Shamshabad od 2022.

## Życiorys

### Prezbiterat
Święcenia kapłańskie otrzymał 29 grudnia 1994 i został inkardynowany do archieparchii Changanacherry. Był m.in. sekretarzem archieparchy, wykładowcą seminariów i instytutów syromalabarskich oraz syncelem archieparchii.

### Episkopat
25 sierpnia 2022 papież Franciszek mianował go biskupem pomocniczym eparchii Shamshabad nadając mu stolicę tytularną Mibiarca.  Sakry udzielił mu 9 października 2022 kardynał George Alencherry.